# Біла-Парцеля (Лодзинське воєводство)
Біла-Парцеля (пол. Biała-Parcela) — село в Польщі, у гміні Біла Велюнського повіту Лодзинського воєводства.
Населення — 405 осіб (2011).

## Демографія
Демографічна структура станом на 31 березня 2011 року:
|          | Загалом | Допрацездатний вік | Працездатний вік | Постпрацездатний вік |
| -------- | ------- | ------------------ | ---------------- | -------------------- |
| Чоловіки | 209     | 58                 | 131              | 20                   |
| Жінки    | 196     | 43                 | 111              | 42                   |
| Разом    | 405     | 101                | 242              | 62                   |